# Operation Forth Bridge
Die Operation Forth Bridge war der Plan, der die protokollarische Vorgangsweise für das Ableben von Prinz Philip regelte. Er war das Pendant zur Operation London Bridge, der den Tod der Königin Elisabeth II. behandelt. Benannt ist der Plan nach der gleichnamigen Eisenbahnbrücke in der Region um Edinburgh.

## Ablauf
Demnach galt bis zur Beerdigung des Herzogs von Edinburgh eine landesweite Trauerzeit. Mitglieder der Royal Family nahmen keine Termine wahr und Königin Elisabeth II. setzte in ihrer Funktion als Staatsoberhaupt keine Gesetze durch ihre Unterschrift in Kraft. Im britischen Parlament wurde der königliche Zeremonienstab mit einem schwarzen Tuch umhüllt. Abgeordnete des Parlaments sowie die königliche Familie präsentierten sich in Trauerkleidung und mit schwarzen Armbinden.